# Sociedad Europea de Oncología Ginecológica
La Sociedad Europea de Oncología Ginecológica (ESGO, por sus siglas en inglés) es una sociedad de ámbito europeo formada por investigadores y profesionales de la salud especializados en el estudio, la prevención, el tratamiento y el cuidado de cánceres ginecológicos. Esta sociedad, que cuenta con más de mil miembros en más de treinta países de Europa, fue fundada en 1983 en Venecia, Italia.

## Objetivo
El objetivo de la ESGO es “promover la comunicación con organismos científicos y profesionales con el fin de crear una plataforma europea democrática y dinámica de profesionales individuales entre los que se encuentran especialistas, investigadores y enfermeros para establecer contactos, compartir conocimientos y mejorar el cuidado del cáncer ginecológico en Europa”.

## Actividades
La conferencia bienal de la ESGO atrae normalmente a más de 1.500 participantes y permite a investigadores y profesionales del ámbito sanitario europeo que trabajan en el campo de la oncología ginecológica establecer contactos y analizar, debatir y difundir nuevos estudios científicos y médicos relacionados con el tratamiento y el cuidado del cáncer ginecológico. Además de estas conferencias, la ESGO organiza una serie de actos educativos, talleres y reuniones durante todo el año y ofrece becas de movilidad a sus miembros.

La ESGO también participa activamente en el desarrollo de herramientas educativas, como vídeos, discos DVD y charlas difundidas a través de Internet que pueden utilizar los profesionales sanitarios interesados.
La European Network of Gyneacological Oncological Trial Groups (ENGOT, o Red Europea de Grupos de Ensayos Clínicos en Oncología Ginecológica), una parte integral de la ESGO, participa activamente en la coordinación y la promoción de ensayos clínicos en pacientes que padecen cánceres ginecológicos en toda Europa. 

## Formación y acreditación
En cooperación con el European Board and College of Obstetrics and Gynaecology (EBCOG, o Consejo y Colegio Europeos de Obstetras y Ginecólogos) y en nombre de la Unión Europea de Médicos Especialistas (UEMS, por sus siglas en francés), la ESGO proporciona una certificación homologada a oncólogos ginecológicos debidamente formados y también acredita a las instituciones de formación relevantes.
Los programas de formación y acreditación en oncología ginecológica de la ESGO se han convertido en un estándar reconocido en diversos países de Europa. 

## Revista médica
La publicación oficial revisada de la ESGO, el International Journal of Gynecological Cancer (IJGC, o Revista Internacional de Cáncer Ginecológico), se publica cada dos meses y cubre diversos temas relacionados con el cáncer ginecológico, como por ejemplo estudios experimentales, quimioterapia, radioterapia, técnicas de diagnóstico, epidemiología de la patología y cirugía.

## Consejo de la ESGO, 2009-2011
Presidente
- Ate G. J. van der Zee, Países Bajos

Presidente anterior
- Gerald Gitsch, Alemania

Presidente electo / Secretario - Tesorero
- Nicoletta Colombo, Italia

Vicepresidenta
- Nicholas Reed, Reino Unido

Miembros del consejo
- Frederic Amant, Bélgica
- David Cibula, República Checa
- Vesna Kesic, Serbia
- Rainer Kimmig, Alemania
- Alberto D.B. Lopes, Reino Unido
- Janina Markowska, Polonia
- Christian Marth, Austria
- Alexandros Rodolakis, Grecia
- Helga Salvesen, Noruega
- Daiva Vaitkiene, Lituania
- René Verheijen, Países Bajos
- Paolo Zola, Italia

Presidente de ESGO17
- Nicoletta Colombo, Italia

Editor Jefe de The International Journal of Gynecological Cancer
- Uziel Beller, Israel

ENYGO, European Network of Young Gynae Oncologists
- Boris Vranes, Serbia

ENGOT, European Network of Gynae Oncological Trial Groups
- Ignace Vergote, Bélgica

ENTRIGO, European Network of Translational Research In Gynae Oncology
- Martin Widschwendter, Reino Unido